# 濱海灣金融中心

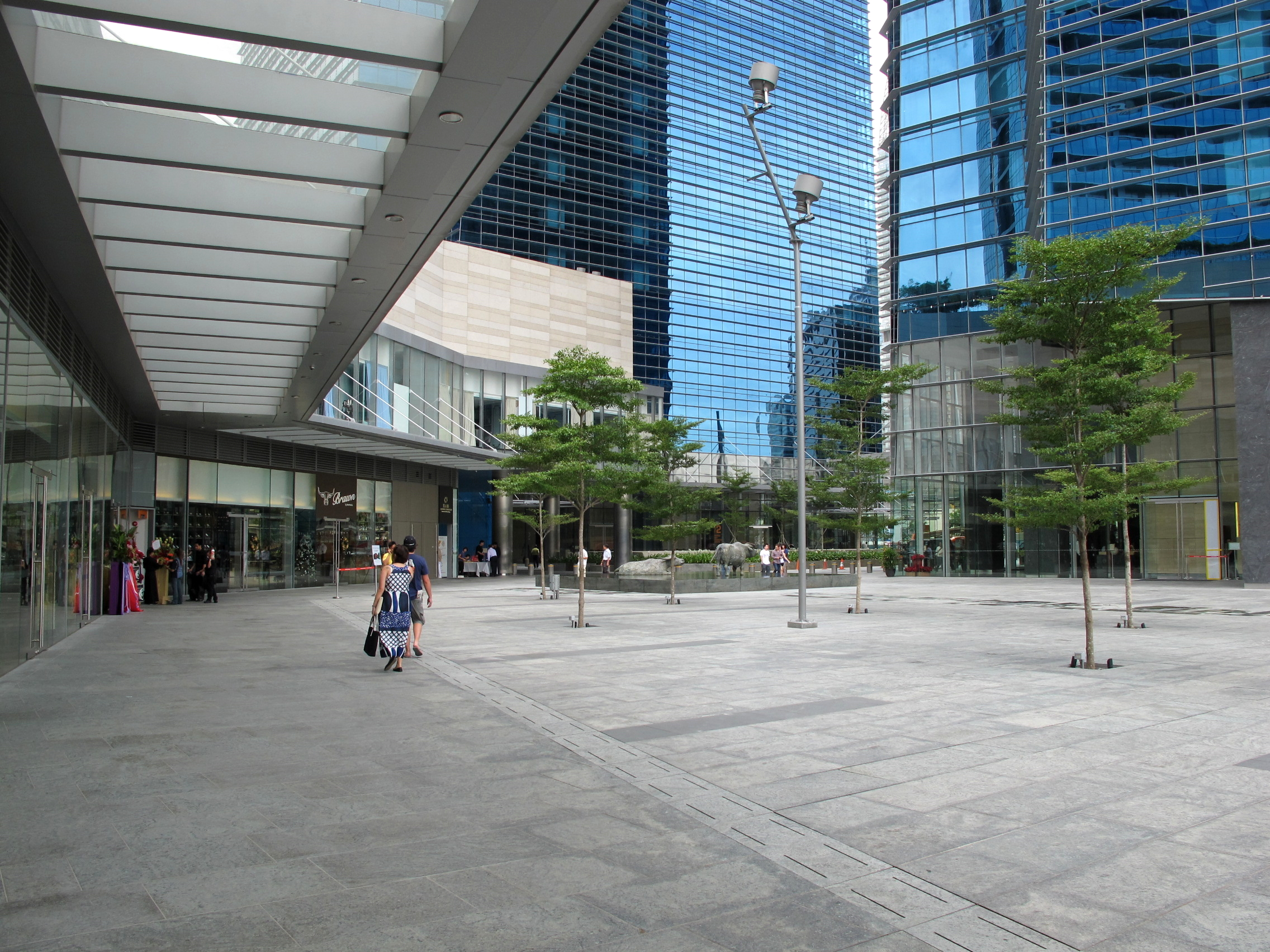
濱海灣金融中心地面廣場

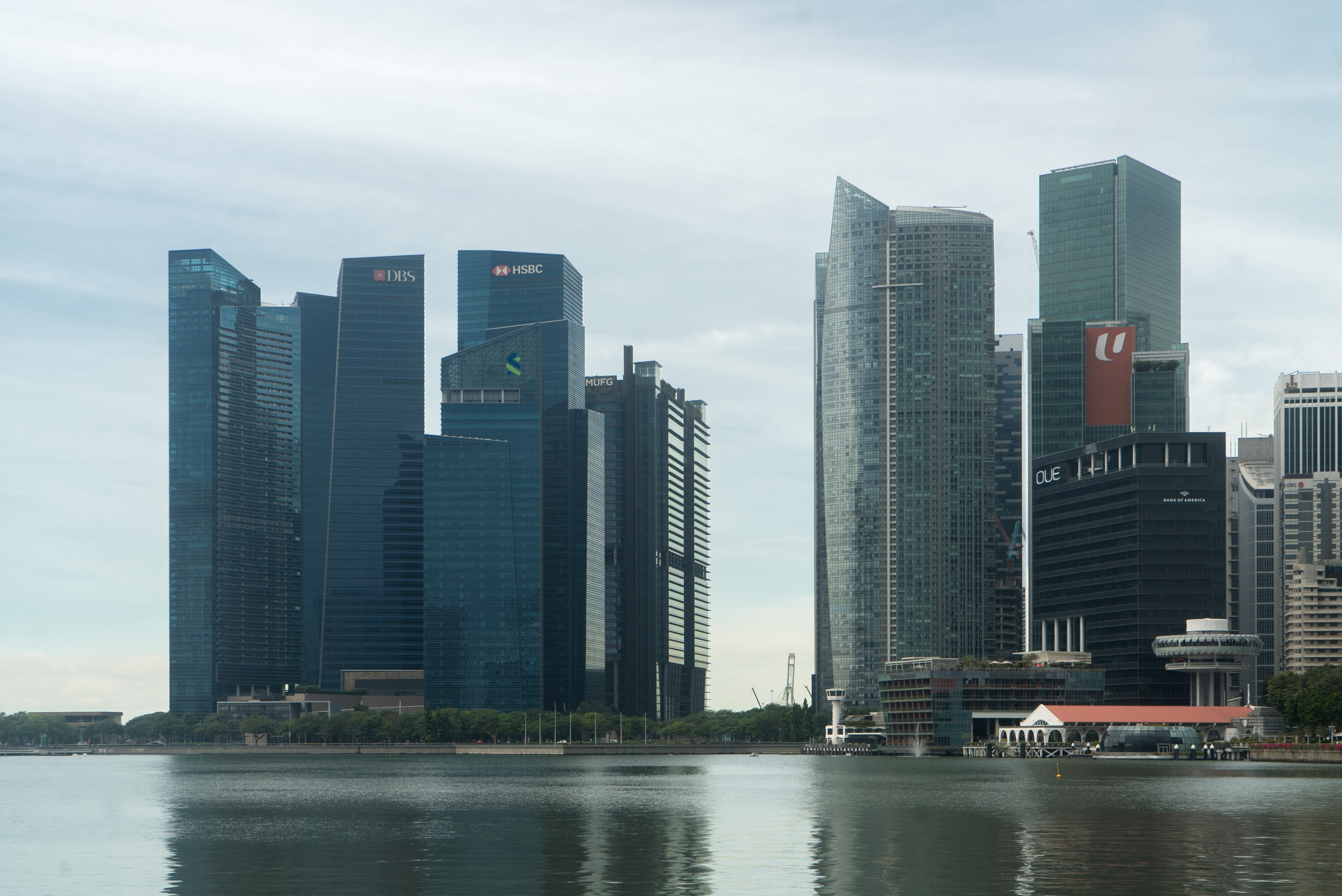
遠眺濱海灣金融中心

濱海灣金融中心（英語：Marina Bay Financial Centre），位於新加坡濱海灣，由長江實業、香港置地及吉寶置業（Keppel Land）合作發展，佔地3.55公頃，共有3幢甲級寫字樓、兩幢住宅及商場。工程分為兩階段，其中兩幢甲級寫字樓於2009年開幕，首階段於2010年竣工，次階段於2012年竣工，於2013年5月15日由新加坡總理李顯龍主持開幕典禮。
本項目共分兩期發展，一期包括辦公室1、2座及公寓1座－濱海灣居（Marina Bay Residences），另設面積達84500平方呎商場，於2010年完工；二期包括辦公室3座、公寓2座－濱海灣軒（濱海灣軒屬萊佛士碼頭一號內剩餘土地）及94500平方呎商場，於2013年完工。

## 建設歷程
- 2005年7月15日，長江實業、香港置地及吉宝企业聯營公司投得項目第一期（寫字樓一、二座及濱海灣居）土地，作價10億64萬4千新加坡元。
- 2007年2月16日，聯營公司運用增購權，購入第二期（寫字樓三座）土地，作價約9億767萬新加坡元。
- 2007年4月18日，聯營公司與渣打銀行簽訂為期十二年（由2010年至2022年）租約，將當地總行遷入濱海灣金融中心一座8至32樓，成為項目首個租戶[2]。
- 2009年7月29日，濱海灣金融中心一座封頂。
- 2010年1月25日，濱海灣金融中心一期寫字樓啟用，首個遷入租戶為野村證券。
- 2010年4月，濱海灣金融中心一及二座寫字樓悉數租出，並於第三季全面入伙。
- 2010年11月24日，項目商場部分投用。
- 2011年9月28日，濱海灣金融中心三座封頂。
- 2013年5月15日，濱海灣金融中心舉行全面開幕儀式，並由新加坡總理李顯龍主禮。

## 辦公室
本項目共設三座辦公大樓，入駐企業以金融機構、律師事務所（尤其是第三座）、商業資訊科技公司、跨國礦產及糧食貿易公司為主。其中，一座主要由渣打銀行租用（佔500000平方呎），取代百得利路6號成為渣打在新加坡的總行；三座則主要為星展銀行總行（佔600000平方呎，共18層），由該行於2012年12月以新加坡元10億3500萬元，向發展商購入。
租戶名單如下：

### 一座
- LeVel33酒吧（33樓）
- 渣打銀行（8-10及12-32樓，連外牆廣告）
  - 私人銀行：8-9樓、32樓
  - 支援部門：11樓
  - 零售銀行-法律部：14樓
  - 零售銀行-信用及環球金融風險部：15樓
  - 環球研究部：17樓
  - 零售銀行-市場部：21樓
  - 零售銀行-轉賬部：22樓
  - 零售銀行-企業金融部：26樓
  - 總裁辦公室、企業品牌部、法律等各秘書：27樓
- 台灣德事商務中心（11樓）
- Michael Huang 律師事務所（602室）
- 貝克·麥堅時律師事務所（5樓）
- 萊佛士碼頭資產管理（管業處/服務式住宅租務處）（401室）
- 法國興業銀行（302、701及1201室）
- 威靈頓投資管理（英语：Wellington Management Company）（301室）

### 二座
- 領英
- 滙豐銀行（新加坡）（2019年中至2020年4月遷入，佔14萬平方呎）
- 必和必拓（50樓）
- Servecorp分租辦公空間（39樓）
- 野村控股及轄下野村證券（3303室及36樓）
- 巴克萊資本（24樓）
- 百達基金（英语：The Pictet Group）（22樓）
- NEX集團（英语：NEX Group）（21樓）
- Murex金融軟件服務（19樓）
- 美國運通（15樓）

### 三座
- 星展銀行（共18層，連外牆廣告）（持有業權）
- IBM
- 貢渥集團（英语：Gunvor (company)）
- 農業中央金庫（3801-03室）
- Milbank律師事務所（英语：Milbank, Tweed, Hadley & McCloy）（3603室）
- 路易達孚公司（英语：Louis Dreyfus Company）（3303室）
- Evercore投資公司（英语：Evercore）（3301室）
- Clyde律師事務所（英语：Clyde & Co）（兼冰島名譽大使館）（30樓，通訊地址為3003室）
- 王律師事務所（28樓）
- 高偉紳律師行（25樓）
- Ashurst律師事務所（英语：Ashurst LLP）（24樓）
- 標普全球（23樓）
- Rio Tinto礦業（20樓）
- 美贊臣（19樓）
- 雷格斯分租辦公空間（17樓）
  - Software AG（1704室）
- Lynx能源公司（1602室）
- 天然煤礦集團（1601室）
- Expedia公司（502室）